# Mario Martín
Pour les articles homonymes, voir Martín.
Mario Martín, né le 5 mars 2004 à Sonseca en Espagne, est un footballeur espagnol qui évolue au poste de milieu défensif au Getafe CF, en prêt du Real Madrid.

## Biographie

### Carrière en club

#### Formation et débuts au Real Madrid
Né à Sonseca en Espagne, Mario Martín est formé par le Real Madrid, où il joue d'abord avec l'équipe réserve, dont il finit par porter le brassard de capitaine,,. Il joue son premier match avec l'équipe première du club le 26 janvier 2023 lors du quart de finale de Coupe du Roi contre l'Atlético de Madrid, après avoir remplacé Rodrygo Goes à la 115e minute de cette victoire 3-1,,.
Martín fait ensuite ses débuts en championnat lors de la saison 2023-2024,, où le Réal est sacré champion d'Espagne,.

#### Real Valladolid (2024-)
Le Real Madrid et le Real Valladolid ont trouvé un accord pour le prêt du joueur pour la saison 2024-2025, soit jusqu'au 30 juin 2025. Cette étape doit permettre au jeune milieu de terrain d'avoir le temps de jeu et l’expérience nécessaires pour continuer à évoluer.

### Carrière en sélection
Mario Martín est convoqué avec l'équipe d'Espagne des moins de 19 ans à partir d'octobre 2022, comptant ensuite sept sélections avec l'équipe de Santi Denia.

## Palmarès
Real Madrid
- Championnat d'Espagne (1)
  - Champion en 2023-2024